# 1147

## Събития
- Началото на II кръстоносен поход
- Основана е Москва.

## Починали
- 19 септември – Игор II, велик княз на Киевска Рус
- 31 октомври – Робърт Глостър, английски граф